# El pirata negro (película de 1954)
El pirata negro es una película estadounidense-mexicano-salvadoreña de 1954, dirigida por Allen H. Miner, protagonizada por Anthony Dexter, Robert Clarke, Martha Roth, Toni Gerry, Lon Chaney Jr. en los papeles principales. Basada en la novela El torbellino de Johnston McCulley. 

## Argumento
Un grupo de piratas en busca de un tesoro en Centroamérica, se apoderan de la Villa de Panchimalco (El Salvador), forzando a sus habitantes a excavar el botín que creen ha quedado escondido bajo los cimientos de la iglesia.

## Comentarios
En una empresa encabezada por el empresario salvadoreño Julio Suvillaga, se consiguió que Pelmex contratara a un director y actores extranjeros. Como extras, se reconoce la actuación de actores locales, del luchador Chato Monterrosa, la Guardia Nacional (montada) y los habitantes de Panchimalco.
Su rodaje comenzó a mediados de junio de 1954 y se estrenó el 24 de diciembre del mismo año.
- Datos: Q7718416
- Multimedia: The Black Pirates (1954 film) / Q7718416